# Internationale Nichtregierungsorganisation
Eine internationale Nichtregierungsorganisation (englisch International Nongovernmental Organization, INGO) ist nach der Definition des Wirtschafts- und Sozialrats der Vereinten Nationen (ECOSOC) in seiner Resolution 288 (X) vom 27. Februar 1950 „jede internationale Organisation, die nicht durch ein zwischenstaatliches Abkommen zustande kommt“.

## Zum Begriff
Die internationalen Nichtregierungsorganisation stellen neben den Internationalen staatlichen Organisationen (IGO) eine der beiden Großgruppen der Internationalen Organisationen (IO) dar.
Im soziologisch-politikwissenschaftlichen und populär-medialen Bereich bezeichnet man diese privatrechtlichen Vereinigungen auch nur mit Internationale Organisationen und versteht darunter insbesondere Nichtregierungsorganisationen und Gruppierungen, die sich gemeinnützig in  Bereichen wie Sozialarbeit, Umweltschutz, Tierschutz, Bildung, Kulturaustausch oder Menschenrechten weltweit engagieren (Zivilgesellschaftliche internationale Organisationen). 
Die umfassendere Definition umfasst auch Dachverbände nationaler Organisationen einschließlich staatlicher Organisationen oder staatsgetragener Unternehmen, die nicht auf Abkommen respektive nicht auf völkerrechtlichen Verträgen beruhen, sowie internationale Fachverbände und Ähnliches. Im allerweitesten Sinne rechnet man teils aber auch international tätige Wirtschaftsunternehmungen dazu (Multinationale Unternehmen MNO, Business INGOs). 

## Rechtsstellung
Der Europarat legte 1986 ein Europäisches Übereinkommen über die Anerkennung der Rechtspersönlichkeit internationaler nichtstaatlicher Organisationen (SEV-Nr.: 124) vor. Es trat 1991 in Kraft und die Ratifikation begann. Etwa ein knappes Viertel der Mitgliedsstaaten sind dieser Konvention zur Rechtsstellung von internationalen Nichtregierungsorganisationen bisher beigetreten. (Im Gegensatz zu anderen deutschsprachigen Nationen gehört die Bundesrepublik Deutschland nicht dazu. Stand Februar 2024)
Das Internationale Komitee vom Roten Kreuz (IKRK) ist aufgrund seiner Gründung als privatrechtlicher Verein nach Schweizer Recht juristisch ebenfalls eine nichtstaatliche Organisation – wie auch die nationalen Rotkreuz- und Rothalbmond-Gesellschaften. Es wird aber aufgrund seiner herausragenden Stellung, die ihm aufgrund der (von Staaten unterschriebenen) Genfer Konventionen zukommt, als ein traditionelles Völkerrechtssubjekt angesehen.

## Organisation, NGO-Forschung und Bildung
Die weltweit wohl größte Katalogisierung von internationalen Nichtregierungsorganisationen und anderen internationalen Vereinigungen wird von der 1910 von Paul Otlet und Friedensnobelpreisträger Henri La Fontaine gegründeten Union des Associations Internationales mit Sitz in Brüssel bereitgestellt.
Eine Plattform für die Beteiligung für NGOs in der internationalen Politik bietet beispielsweise seit 1952 die  Konferenz der internationalen Nichtregierungsorganisationen des Europarats.
Ein spezialisiertes Fach Modern Management for Non Profit Organizations gibt es an der Universität Genf als  Certificate of Advanced Studies (CAS)